# Jákafa
A jákafa (Artocarpus heterophyllus) a rózsavirágúak (Rosales) rendjébe és az eperfafélék (Moraceae) családjába tartozó faj. Angolosan dzsekkfruit, illetve dzsekkfrút. Banglades nemzeti gyümölcse.

## Elnevezései
Az angol „jackfruit” név a portugál jacából ered, az pedig valószínűleg a malajálam nyelv csákká szavából. Az első portugál hajósok adták neki ezt a nevet India partjainál.
Hindiül Káthál (कटहल)
Marathi nyelven Fánász [फणस]
bengali nyelven Káthál (কাঁঠাল)
A nepáliban Kátáhár (कटहर)
szanszkritül, oriya és telugu nyelven Panasza (पनस , పనస) vagy Kaṇṭāphal (कण्टाफल)
malájul Nangka
tagalogul és a Fülöp-szigeteken Langka vagy Nangka
kannada nyelven Hálászu (ಹಲಸು)
tamilul Pala (பலா)
malajálam nyelven Csákká (ചക്ക)
thaiul Khánun (ขนุน)
Kínaiul Bolúmi 波羅蜜, ősi kínai neve Panasza (頻那挲) volt,
Sri Lankán Kosz vagy Héra-lí-ként ismerik.

## Előfordulása
A jákafa eredeti előfordulási területe India, azonban betelepítették Srí Lankára, Délkelet-Ázsia számos térségébe, a Fülöp-szigetekre és Indonézia nagyobb szigeteire, valamint Kamerunba, Dél-Amerika északi felébe és a Karib-térségbe.

## Megjelenése, felépítése
Nem keverendő össze a hasonló megjelenésű, de a mályvavirágúak rendjébe tartozó duriánnal (Durio zibethinus).
A jákafára jellemző, hogy a gyümölcshús „rózsákra” szedhető, és ezekben a citromsárga rózsákban van a mag. Középen és a gyümölcsrózsák között nagyon ragacsos, tejfehér, rágógumiszerű anyag van. A jákafa termése a legnagyobb, fán termő gyümölcs a Földön. Tömege elérheti az 55 kg-ot, hossza a 90 cm-t, átmérője az 50 cm-t. 10-20 méter magas fa, amely évente akár 100-200 darab óriás gyümölcsöt is teremhet.

## Felhasználása
Íze édes, a banán-őszibarack-mangó keverékéhez saját aromaanyag is társul.

## Képek

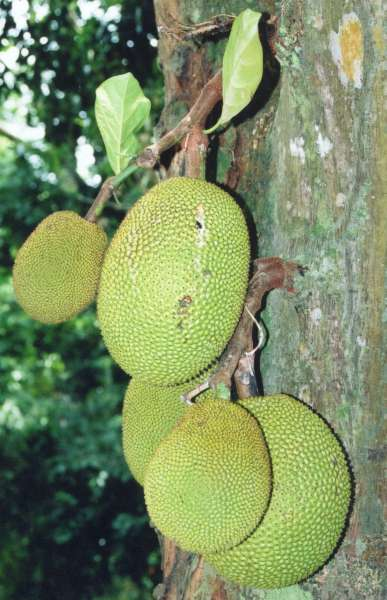
Jákafa törzse gyümölcsökkel
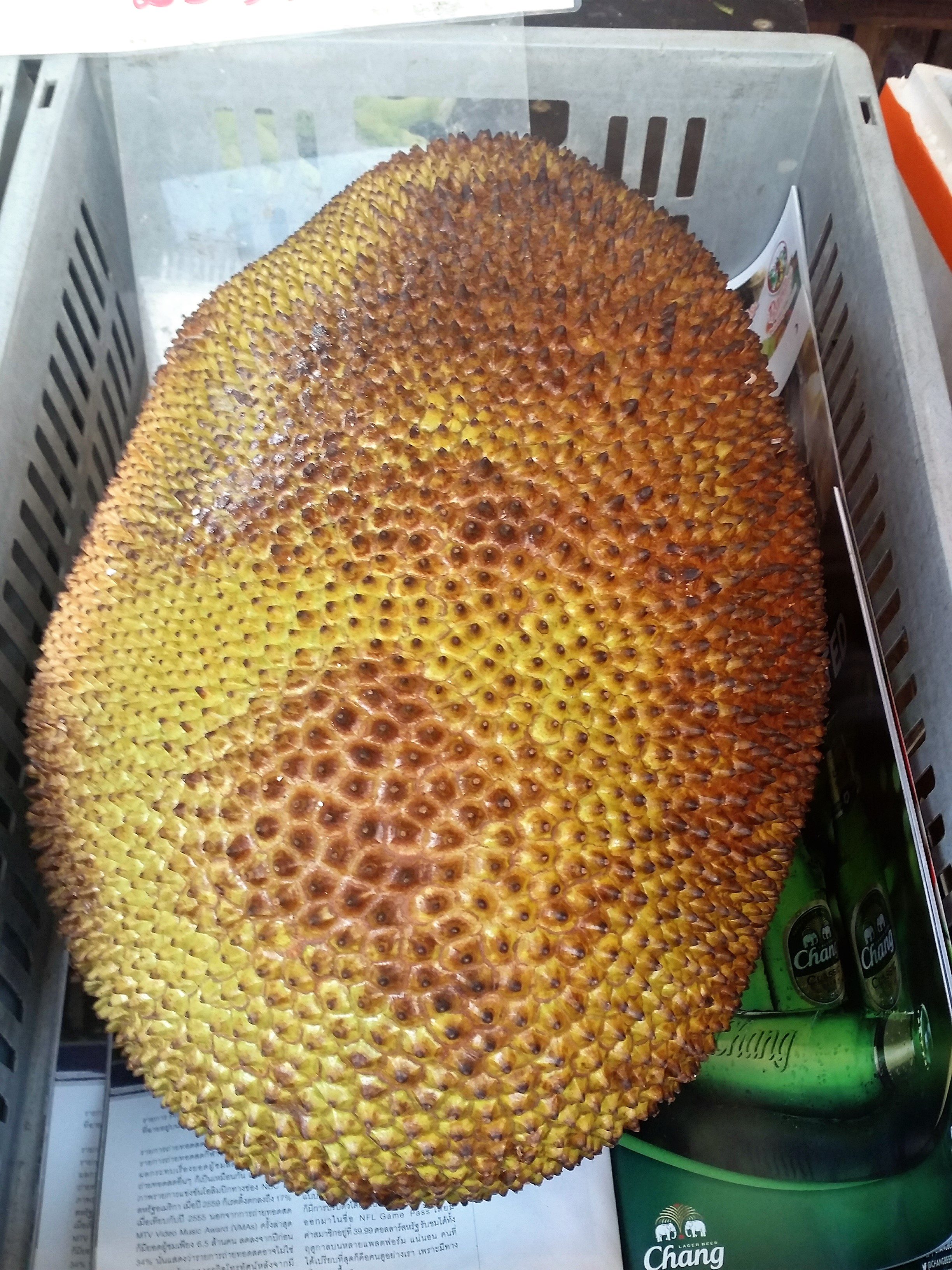
A gyümölcse egészben
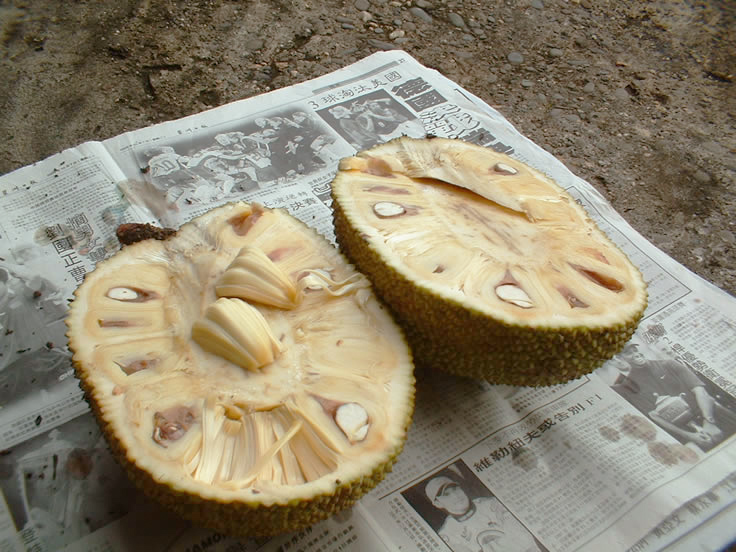
és kettévágva
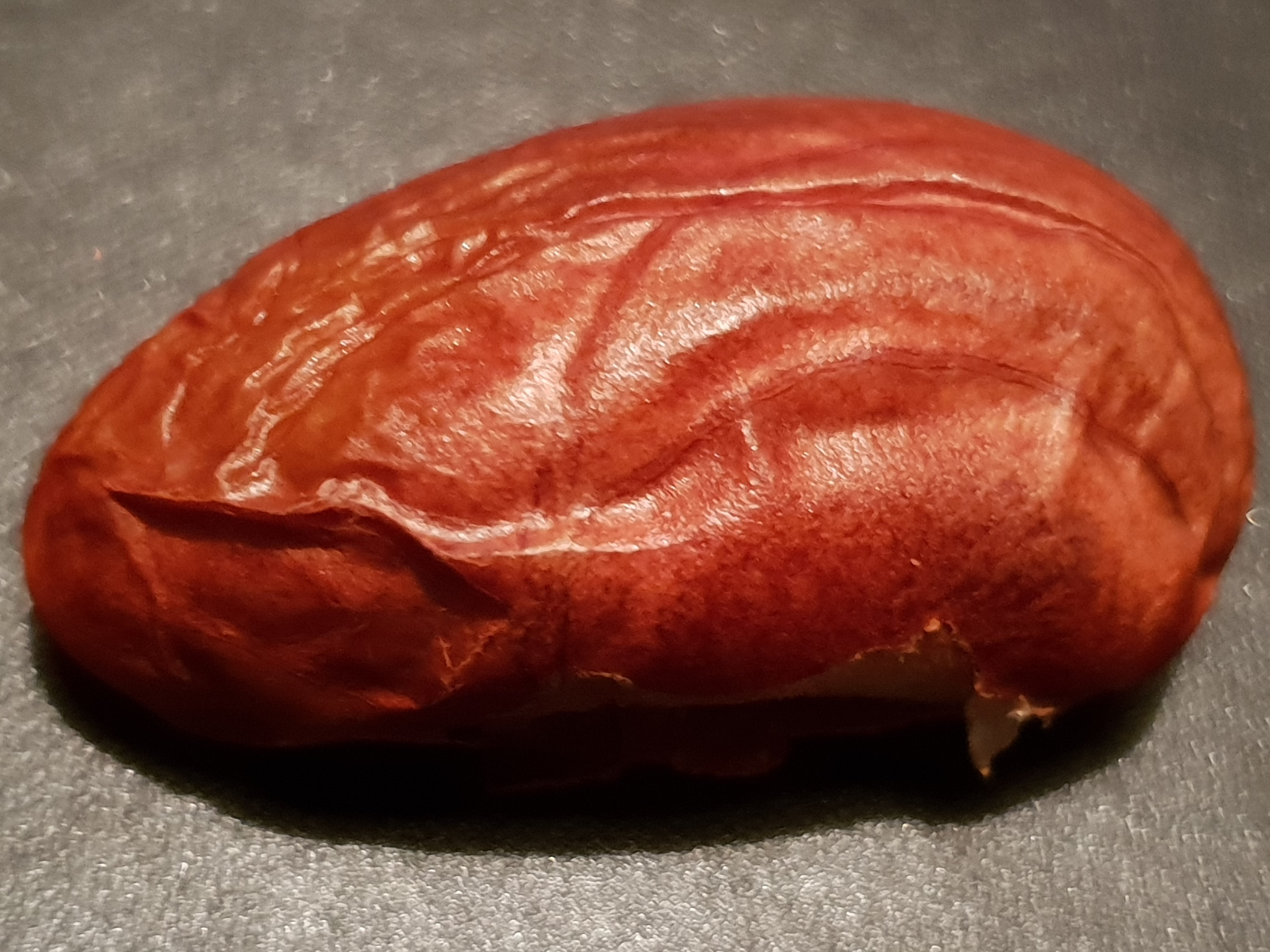
Magja belső héjjal
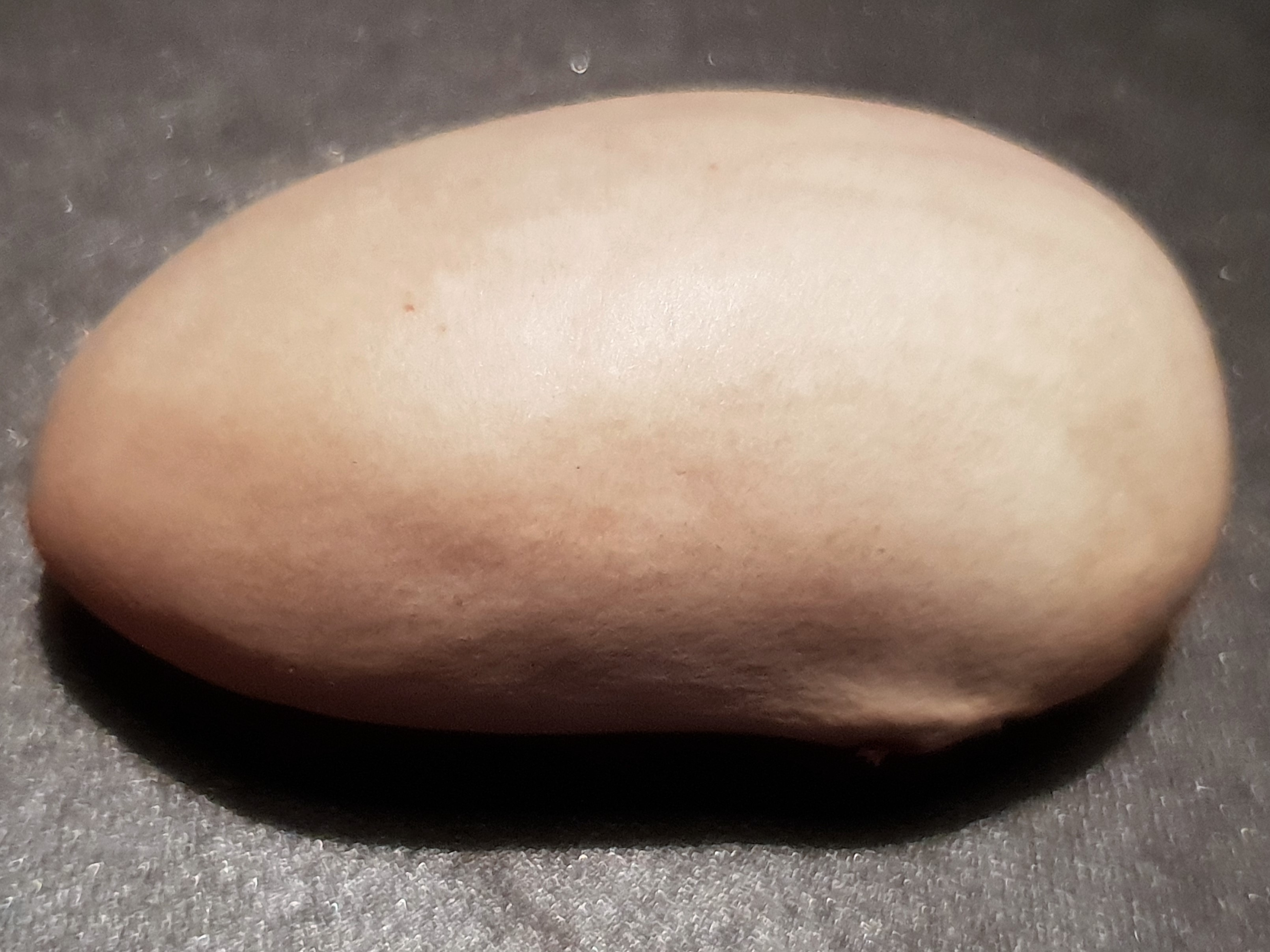
és megpucolva